# きんだーてれび
『きんだーてれび』は、2016年10月2日から2022年4月1日までテレビ東京系列で放送された子供向けバラエティ番組である。フレーベル館の一社提供（2021年9月30日まで）で、主に同社の絵本を原作としたアニメや番組オリジナルアニメ、歌のコーナーなどを放送していた。
放送開始当初は日曜朝の16分枠として放送されていたが、2017年10月9日放送分からは月曜から金曜の朝7時30分枠へ移行し、5分間の帯番組として放送されていた。
2022年4月改編で『秒でNEWS180』開始に伴い、同年4月1日放送分をもって終了し、日曜朝の16分枠時代から通算して5年半・1190回の歴史に幕を閉じた。

## MC
2017年10月放送分より帯番組移行に伴いきんだーちゃん以外のMCが一新され、「ぴったんこ!ねこざかな」シリーズの主人公2人が新たにMCを兼任している。2020年10月放送分からは「きん☆モニ」の出演者がMCに加わった。
きんだーちゃん
声 - 宮本佳那子
頭の上に二本の触覚のようなものが付いていて頭の下に手足が4本付いている四足歩行のキャラクター。後述の宮本佳那子の姿になる事がある。
2018年10月1日以降はMCとしては宮本佳那子の姿で登場するようになり、本来の四足歩行の姿はきんだーてれびに登場する多くのキャラクターの一人などとして登場している。
番組の全放送期間においてMCを務めた唯一のキャラクターである。
宮本佳那子
きんだーちゃんがヒト寄りの擬人化をした姿。四白眼。恰好はワンピース・靴下・靴を着用しており、頭にきんだーちゃんの二本の触覚のついたマイク付きヘッドホンのような物を付けている。
パネェ（放送開始 - 2017年9月）
声 - かぬか光明
チャライオン（放送開始 - 2017年9月）
声 - 浪川大輔
ねこ（2017年10月 - 放送終了）
声 - 佐藤はな
さかな（2017年10月 - 放送終了）
声 - 松本健太
こころおねえさん（2020年10月 - 放送終了）
演 - のだこころ
まりなちゃん（2020年10月 - 放送終了）
演 - 堀内まり菜
ケインくん（2020年10月 - 放送終了）
演 - ケイン鈴木

## 番組終了時点のコーナー

### ラビッツインベーション@きんてれ
2018年10月4日から2020年9月24日まで毎週木曜日に、2021年1月7日から9月30日まで再び毎週木曜日に放送された後、2022年1月6日から同年3月31日まで毎週木曜日に放送された。

#### スタッフ
- 制作 - Ubisoft Motion Pictures
- ディレクター - 山中綾乃
- 制作協力 - ソラビッタデザインズ

### きん☆モニ
2018年10月5日より毎週金曜日に放送されていたコーナー。出演者が歌やダンス、ゲームなどで遊ぶ内容。コーナー名は「きんだーてれびモーニング」の略。
2022年4月1日の最終回で本番組において最後に放送されたコーナーでもある。

#### スタッフ
- 操演 - ランディ・ジャクソン
- 構成 - 山本玄太
- 撮影 - 谷川俊文
- MA - 小菅学
- 音効 - 塚本桂三
- 衣装 - 桶田圭織
- ヘアメイク - 宮本しのぶ
- イラスト - 425
- AD - 鈴木静香
- 演出 - 斎藤俊介
- プロデューサー - 野上満太郎
- 技術協力 - T-TEX
- 制作協力 - amigoman、ロントラ
- 協力 - 武沢由佳子、三沢洋平

#### 出演者
- こころおねえさん - のだこころ
- まりなちゃん - 堀内まり菜
- ケインくん - ケイン鈴木

#### 登場キャラクター
- きんだーちゃん - 宮本佳那子
- ねこ - 佐藤はな
- さかな - 松本健太

### 出口たかしのうたってあそぼうキラキラソング
2019年10月2日から2021年3月31日及び2021年10月6日から2022年3月30日までは毎週水曜日、2021年4月2日から2021年9月24日までは毎週金曜日のコーナーとして放送されており、出口たかしが出演した。略称は「うたキラ」。

#### スタッフ
- 編集 - 柳井可世子
- 撮影 - 今井禅太
- 録音 - 井澤渓
- 衣装 - 出口たかし
- ヘアメイク - FIX-UP、土屋真由美
- イラスト - ベルだぬき
- 制作 - スタージャムコーポレーション

#### 楽曲
| 月度         | タイトル                                                |
| ------------ | ------------------------------------------------------- |
| 2019年10月度 | ハロウィンはおおさわぎ                                  |
| 2019年11月度 | まわるよ おすし                                         |
| 2019年12月度 | 赤鼻のトナカイ                                          |
| 2020年1月度  | おにのパンツ                                            |
| 2020年2月度  | せっしゃ! アニマル侍                                    |
| 2020年4月度  | あたまかたひざポン                                      |
| 2020年5月度  | とんとんとんとんひげじいさん                            |
| 2020年6月度  | 恐竜ロック                                              |
| 2020年7月度  | やさいのおしり                                          |
| 2020年8月度  | カレーライスのうた                                      |
| 2020年9月度  | 犬のおまわりさん                                        |
| 2020年10月度 | ハロウィンはおおさわぎ                                  |
| 2020年11月度 | ジャングルウォッシュシュ                                |
| 2020年12月度 | 赤鼻のトナカイ                                          |
| 2021年1月度  | まわるよ おすし（6日、13日） おにのパンツ（20日、27日） |
| 2021年2月度  | おにのパンツ（3日） せっしゃ! アニマル侍（10日以降）    |
| 2021年3月度  | かモン！くまモン！                                      |
| 2021年4月度  | ジャングルウォッシュシュ                                |
| 2021年5月度  | やぎさんゆうびん                                        |
| 2021年6月度  | そうだったらいいのにな                                  |
| 2021年7月度  | みらくる☆エブリデー                                     |
| 2021年8月度  | おっとっと音頭                                          |
| 2021年9月度  | ∞リボンをギュッと∞                                      |
| 2021年10月度 | ハロウィンはおおさわぎ                                  |
| 2021年11月度 | パンダのきょうだい                                      |
| 2021年12月度 | サンタさんへのおてがみ                                  |
| 2022年1月度  | チェックチェックたいそう                                |
| 2022年3月度  | ジャングルウォッシュシュ                                |

2020年3月度は「まわるよ おすし」「おにのパンツ」「せっしゃ! アニマル侍」を週替わりで放送。
2022年2月度は「まわるよ おすし」「パンダのきょうだい」「せっしゃアニマル侍」「恐竜ロック」を週替わりで放送。

### アニメ カピバラさん
2020年10月9日から2021年3月26日まで毎週金曜日に放送された。2021年10月1日から2022年3月18日まで毎週金曜日にアンコール放送。

#### スタッフ
- 原作 - 「カピバラさん」株式会社BANDAI SPIRITS
- 監督・音響監督 - 月見里智弘
- 音楽 - 立山秋航
- 音響制作 - 神南スタジオ
- 音響制作協力 - フレーベル館
- 企画協力 - 株式会社BANDAI SPIRITS
- アニメーション制作 - シンエイ動画／レスプリ
- 製作 - ち〜むカピバラさん

### PUI PUI モルカー
2021年1月5日から3月23日まで毎週火曜日に放送された。2021年7月6日から9月21日まで毎週火曜日に、クレジット後に"モルカー図鑑"を追加したものがアンコール放送された。2022年1月4日から同年3月22日まではクレジット後に"モルカー設定集"を追加したものをアンコール放送。

### マーシャとくま ショートVer. @きんてれ
2021年10月4日から2022年3月28日まで、毎週月曜日に放送された。

#### スタッフ
- 制作 - アニマコード社

#### 登場キャラクター
- マーシャ - 木野日菜

### テイコウペンギン
とりのささみ。が自身のtwitterで公開している漫画のテレビアニメ。2022年1月5日から同年3月30日まで毎週水曜日に放送された。

#### スタッフ
- 原作：とりのささみ。
- 制作：株式会社Plott

## 過去のコーナー

### ぴったんこ!ねこざかな
渡辺有一（わたなべゆういち）の絵本『ねこざかな』シリーズを原作としたアニメ作品。
第1シリーズは2016年10月2日から2017年9月17日まで放送（全50話）。2017年10月9日から第2シリーズ「ぴったんこ!!ねこざかな」として2017年10月9日から2019年12月23日まで、および2020年7月6日から9月28日まで毎週月曜日に放送された（全125話）。2021年4月7日から9月29日まで毎週水曜日に再放送された。

### 飛べ!ねこざかな応援団
- 演 - ゆいまーるふぁみり（宮本佳那子・具志堅用高）

### おはよう!コケッコーさん
『おはよう!コケッコーさん』は、かろくこうぼうの絵本『コケッコーさん』シリーズを原作としたアニメ作品である。
同作のアニメ化は『コケッコーさん』に続いて二度目だが、コケッコーさん以外のキャストは前作と異なる。

### きもしば
『きもしば』は、ファンシー文具メーカー・クーリアのキャラクター・きもしばを原作としたアニメ作品である。

### ゆかいなアニマルバス
『ゆかいなアニマルバス』は、クーリアのキャラクター・ゆかいなアニマルバスを原作とするアニメ作品である。

### ケロポンタウン
- 演 - ケロポンズ

### ペッパピッグ@きんてれ
2017年10月10日から2019年9月24日まで毎週火曜日に、2020年1月6日から6月29日まで毎週月曜日に、2020年10月6日から12月22日まで毎週火曜日に、2021年7月12日から9月27日まで毎週月曜日に放送された。
なお、同作の日本語版のキャストはカートゥーン ネットワークで放送されたときのキャストから一新されている。

### ブーブーボーイだっぷ

#### スタッフ
- キャラクター原案、シリーズ構成、監督 - べんぴねこ
- 連載 - 『ベビーブック』、『めばえ』、『幼稚園』（小学館）
- 音楽プロデューサー - 本地大輔
- 音楽 - 桑原理一郎
- プロデューサー - 齋藤雅弘、国分浩一、押田聖弘、森岡昌弘、岩瀬智彦
- アニメーションプロデューサー - 齋藤雅弘
- アニメーション制作 - DLE

#### 登場キャラクター
- ノルオ - 比嘉久美子
- ブーブー - べんぴねこ
- ジュン - 田中あいみ
- ジューキィ - 土師亜文
- どすん - 後藤ヒロキ

### つくるのだいすき!ねんDo!くんとなかまたち
『つくるのだいすき!ねんDo!くんとなかまたち』は、森井ユカ監修・アガツマ発売の玩具・ねんDo!をもとにしたアニメである。

### 大福くん@きんてれ
『大福くん@きんてれ』は、ソニー・ミュージックエンタテインメントのKIDSTONEブランドが展開する『大福くん』を原作とするアニメ作品である。

### パレットアイランド
『パレットアイランド』は文房具を擬人化したキャラクターたちが登場するアニメである。

### まんなかのりっくん@きんてれ
土塚理弘の漫画『まんなかのりっくん』（講談社「モーニング」連載）のアニメ化作品であり、2019年1月9日から3月27日まで毎週水曜日に放送された。

#### スタッフ
- 原作・監修 - 土塚理弘『まんなかのりっくん』（講談社「モーニング」KC所載）
- 監督・絵コンテ・演出 - 関暁子
- キャラクターデザイン・作画監督 - 池内直子
- 美術監督 - 加藤靖忠
- 色彩設定 - 斉藤明子
- 撮影監督 - 村上優作
- 編集 - 柳圭介
- 音響監督 - 小泉紀介
- 音楽 - 中橋孝晃
- 音楽制作 - ジュドー
- 音響制作 - dugout
- 制作 - 作楽クリエイト
- エンディングテーマ『まんなかのキミ』
  - 歌：1ercru

#### 登場キャラクター
- りく - 渡辺優里奈
- お母さん - 松井暁波
- お父さん - 三浦祥朗
- くう - 白城なお
- うな - 磯村知美
- きのこの神 - 大森日雅
- タケノコの神 - 土井正昭
- 山の神 - 田所陽向
- ナレーション - 伊達忠智

### 猫のニャッホ
『猫のニャッホ』はスマートフォン向けゲーム『猫のニャッホ 〜ニャ・ミゼラブル〜』を原作とするアニメ作品であり、2019年4月3日から9月25日まで毎週水曜日に放送された。2020年4月17日から10月2日まで毎週金曜日にアンコール放送された。

### ばなにゃ ふしぎななかまたち
『ばなにゃ ふしぎななかまたち』は、クーリアのキャラクター・ばなにゃを題材としたアニメであり、2019年10月1日から12月24日まで毎週火曜日に放送された。
同キャラクターのアニメ化はテレ玉とサンテレビにて放送されていた『ばなにゃ バナナにひそむにゃんこ』に次いで2回目だが、キャラクターの設定は一新されている。

### コロコロアニマルABC@きんてれ
2019年10月11日から2020年1月10日まで毎週金曜日に放送された。2021年1月6日から3月31日まで毎週水曜日に再放送された。

#### スタッフ
- 原作・監督 - イワタナオミ
- アニメーション - イトウケイジ
- カリキュラム監修 - わだことみ
- 収録演出 - 早川陽一
- 音響効果 - 武藤晶子
- 録音 - 佐竹徹也
- 録音助手 - 菊池友紀
- 企画 - 佐々木朗、安岡喜郎、中村雅与志、増田孝
- プロデューサー - 大場洋昭、太田和樹、田村学、羽佐間圭介、中沢健一朗
- ラインプロデューサー - 大堀麗奈、山田さやか
- プロダクションマネジメント - 熊田葉月
- 制作 - ミルキーカートゥーン/DJC
- 製作 - コロコロアニマル2製作委員会

#### ボイスキャスト
- ルミコ・バーンズ
- 高村佳偉人
- 兵頭秀明
- 國松寿理
- 小川花怜

### LALALACOCO
2020年1月7日から3月31日まで毎週火曜日に、2020年7月7日から9月22日まで再び毎週火曜日に放送された。
おしゃれな街・アラモードにあるLALALACOCOの店主・ココと客として訪れた少女・ルリの交流を主題とした内容である。

#### スタッフ
- 原案 - 清水侑子
- 監督 - のなかかずみ
- シリーズ構成 - 井上美緒
- キャラクターデザイン - 下地なるみ
- 美術監督 - 大野広司
- 色彩設計 - 佐藤はじめ
- 撮影監督 - 坂井慎太郎
- 編集 - 坂本雅紀
- 音楽 - 笠松美樹
- 音響監督 - 長嶋篤史
- 音響効果 - 稲田祐介
- エグゼクティブプロデューサー - 陳光明、染軍、吉野房彦、李纓
- プロデューサー - 徐暉、三田敬、茂垣弘道
- アニメーションプロデューサー - 鵜飼浩史
- アニメーション制作 - スタジオコメット
- 製作 - LALALACOCO(HK)Company Limited、テレビ東京、広東ラジオテレビ局

#### 登場キャラクター
- ココ - 山本亜衣[8]
- ルリ - 井上ほの花[8]
- リンリン - 川﨑芽衣子[8]
- チャイ - 株元英彰[8]
- ローザ - 古川小百合[8]
- ポンさん - 合田慎二郎[8]
- プーチ - 櫻井みゆき[8]

### フライングベイビーズ プチ
『フライングベイビーズ プチ』は『A応Pのあにむす!!』内のコーナーアニメ『フライングベイビーズ』の番外編であり、2020年1月8日から3月25日まで毎週水曜日に放送された。2021年10月6日から12月22日毎週水曜日に再放送された。

### おりがみにんじゃコーヤン@きんてれ
『おりがみにんじゃコーヤン@きんてれ』は、YouTuberグループのキッズラインが配信する「ハッピースマイル♡ドリーム おりがみにんじゃコーヤン」のテレビ版であり、2020年4月7日から6月30日まで毎週火曜日に、2020年10月1日から12月24日まで毎週木曜日に放送された。

### みっちりわんこ！あにめ〜しょん
2020年4月1日から9月9日まで毎週水曜日に放送された。

#### スタッフ
- 原作 - タツノコプロ、フレンセル
- 企画 - 門屋大輔、髙橋琢真
- エグゼクティブプロデューサー - 渡邉季之、菊池昭宏、矢田部行庸
- プロデューサー - 松田琢摩、佐藤正、金成雄文、湯浅光
- キャラクターデザイン - 皆川智美
- 企画協力 - 村尾真紀、板橋有希
- 監督 - 山本雄三
- 音響制作 - エイ・クラフト
- 音響演出 - 志村貴博
- 楽曲制作 - 遠藤由香
- 原画 - Mille Mille Works
- 美術 - 山田美伸
- 録音スタジオ - スタジオインスパイア
- アニメーション制作 - キャラクション
- 製作 - みっちりわんこあにめ製作委員会

#### 登場キャラクター
- ナレーション - 上原りさ
- レオ - 松永あかね
- ルイ - 二ノ宮ゆい
- ハル - 逢来りん
- コテツ - 真白健太朗
- モコ - 木下鈴奈
- コタロウ - 成澤卓
- ヒコマロ - 西森千豊
- ラッキー - 宮咲あかり

### あわじしまの七福神
2020年10月5日から2021年4月5日まで毎週月曜日に放送された。

#### スタッフ
- 原案 - 桂文枝
- 企画 - 山本絹子、篠田芳彦
- プロデューサー - 茂垣弘道、野原悠平
- 監督・キャラクターデザイン - のなかかずみ
- シリーズ構成 - 山下憲一
- 美術監督 - 大野広司
- 色彩設計 - 石黒文子、大倉喜美子
- 撮影監督 - 坂井慎太郎
- 編集 - 坂本雅紀
- ビデオ編集 - キュー・テック
- 音響監督 - 高桑一
- 音響効果 - 稲田佑介
- 音響調整 - 甲斐裕子
- 音響制作 - 神南スタジオ
- 音響制作協力 - フレーベル館
- 協力 - 吉本興業
- アニメーション制作担当 - 反町和宏、小竿俊一
- アニメーション制作 - スタジオコメット
- 製作 - パソナグループ

#### 登場キャラクター
- カイ - 三田麻央
- ミコ - 堀内まり菜
- ユメ - 神楽千歌
- ブン太 - 桂文路郎
- 恵比寿 - 石川ことみ
- 大黒天 - カートヤング
- 弁財天 - 綾野アリス
- 布袋 - 山田菜々
- 毘沙門天 - 熊澤歩哉
- 福禄寿 - 幹てつや（かりすま〜ず）
- 寿老人 - 中川パラダイス（ウーマンラッシュアワー）
- スサノオ、ナレーション - 桂文枝

### iiiあいすくりん
2021年4月6日から6月29日まで毎週火曜日に放送された。2021年10月5日から12月21日まで毎週火曜日にアンコール放送された。

### コロコロアニマルおとぎばなし
2021年4月12日から7月5日まで毎週月曜日に放送された。

#### スタッフ
- 原作・監督 - イワタナオミ
- 企画 - 佐々木朗、川上純平、増田孝
- アニメーション - イトウケイジ
- プロデューサー - 坂本直紀、太田和樹、朝倉雅彦、中沢健一朗
- ラインプロデューサー - 大堀麗奈、山田さやか
- キャラクターデザイン・脚本・絵コンテ - イワタナオミ
- プロダクションマネジメント - 熊田葉月
- 収録演出 - 長嶋篤史
- 音響効果 - 稲田祐介
- 録音 - 甲斐裕子
- 録音助手 - 髙木祐希
- 音響制作 - 中尾舞
- 制作 - MCホールディングス/DJC
- 製作 - コロコロアニマルおとぎばなし製作委員会

#### ボイスキャスト
- 上原りさ
- 浜添伸也
- 高村佳偉人
- 兵頭秀明
- 國松寿理
- 小川花怜

### コヌとたのしいおともだち
2021年10月7日から12月23日まで毎週木曜日に放送された。

#### スタッフ
- 原作 - たかなししずえ「ハワイアンコヌ すてきなプレゼント」より
- 監督・シナリオ・構成・音楽 - なりとみそういち
- 音響監督 - 成富聡一
- アニメーション制作 - フェザード
- 仕上げ - ECT 　大津多美子
- 色彩設定 - ECT 　成合由紀
- 美術 - 岡正信、富坂遼
- 撮影 - 古庄賢太郎

#### 登場キャラクター
- コヌ - 川上ゆき
- ピー坊 - あらいしずか
- カイネ - 河瀬茉希
- ココ - 新田ひより
- ビスカ - 高川みな
- マヒナ - 北川里奈
- モアナ - 大和ほなみ

## ネット局
| 放送地域      | 放送局             | 放送日時                  | 放送系列       | ネット状況 | 備考     |
| ------------- | ------------------ | ------------------------- | -------------- | ---------- | -------- |
| 関東広域圏    | テレビ東京         | 月曜 - 金曜 7:30 - 7:35   | テレビ東京系列 | 制作局     | 制作局   |
| 北海道        | テレビ北海道       | 月曜 - 金曜 7:30 - 7:35   | テレビ東京系列 | 同時ネット |          |
| 愛知県        | テレビ愛知         | 月曜 - 金曜 7:30 - 7:35   | テレビ東京系列 | 同時ネット |          |
| 大阪府        | テレビ大阪         | 月曜 - 金曜 7:30 - 7:35   | テレビ東京系列 | 同時ネット | [ 注 5 ] |
| 岡山県 香川県 | テレビせとうち     | 月曜 - 金曜 7:30 - 7:35   | テレビ東京系列 | 同時ネット |          |
| 福岡県        | TVQ九州放送        | 月曜 - 金曜 7:30 - 7:35   | テレビ東京系列 | 同時ネット |          |
| 日本全域      | キッズステーション | 月曜 - 金曜 11:25 - 11:30 | CS放送         | 遅れネット | [ 注 6 ] |

この他、『PUI PUI モルカー』のみ単独でネットする放送局が存在する。
過去のネット局
| 放送地域 | 放送局   | 放送日時         | 放送系列 | ネット状況 | 備考     |
| -------- | -------- | ---------------- | -------- | ---------- | -------- |
| 沖縄県   | 琉球放送 | 土曜 5:00 - 5:15 | TBS系列  | 遅れネット | [ 注 8 ] |

| 期間       | 期間       | 放送時間（日本時間）    |
| ---------- | ---------- | ----------------------- |
| 2016.10.02 | 2017.09.24 | 日曜 7:14 - 7:30        |
| 2017.10.02 | 2022.04.01 | 月曜 - 金曜 7:30 - 7:35 |

## 主題歌
オープニングテーマ
「おはようSUN!」[2016.10 - 2017.9]
作詞 - 平田明子 / 作曲 - 増田裕子 / 編曲 - 籠島裕晶 / 歌 - ケロポンズ
2017年4月より一部映像が変更された。
2017年10月から帯番組枠への移動に伴い番組オープニングテーマ廃止。
「ブーブーボーイ!」（ブーブーボーイだっぷのコーナーオープニング曲）
作詞 - 石川絵理 / 作曲 - 桑原理一郎 / 歌 - ノルオとブーブー（比嘉久美子、べんぴねこ）
| 期間                                                              | 期間                  | 曲名                                                 | 作詞                 | 作曲                   | 編曲               | 歌                                                  | 備考                                                                     |
| ----------------------------------------------------------------- | --------------------- | ---------------------------------------------------- | -------------------- | ---------------------- | ------------------ | --------------------------------------------------- | ------------------------------------------------------------------------ |
| 2016.10 - 2017.6                                                  | 2016.10 - 2017.6      | ゴハン・パワー                                       | 湯ノ花夫             | 坂口博樹               |                    | 八木侑紀 （セリフ - しょう）                        | 協力 - YOUボイス・アクターズスタジオ 2017年6月より一部映像が変更された。 |
| 2017.7 - 2017.9                                                   | 2017.7 - 2017.9       | えがおさかそ!                                        | ゆうゆ               | ゆうゆ                 | ゆうゆ             | のだこころ                                          |                                                                          |
| 2017.10 - 2017.12                                                 | 月曜日・水曜日        | よろしくね                                           | 増田裕子             | 中川ひろたか           | 柿島伸次           | 中川ひろたか、ケロポンズ                            |                                                                          |
| 2017.10 - 2017.12                                                 | 火曜日・金曜日        | パッと晴れもよう                                     | ゆうゆ               | ゆうゆ                 | ゆうゆ             | のだこころ                                          |                                                                          |
| 2017.10 - 2017.12                                                 | 木曜日                | バンザイ!                                            | ゆうゆ               | ゆうゆ                 | ゆうゆ             | のだこころ                                          |                                                                          |
| 2018.1 - 2018.3                                                   | 月曜日・水曜日        | パンポンピンポン                                     | 平田明子             | 増田裕子、中川ひろたか | 柿島伸次           | 中川ひろたか、ケロポンズ                            |                                                                          |
| 2018.1 - 2018.3                                                   | 火曜日                | ねぇねぇねぇ                                         | ゆうゆ               | ゆうゆ                 | ゆうゆ             | のだこころ                                          |                                                                          |
| 2018.1 - 2018.3                                                   | 木曜日                | まほうのラララ                                       | ゆうゆ               | ゆうゆ                 | ゆうゆ             | のだこころ                                          |                                                                          |
| 2018.4 - 2018.6                                                   | 月曜日                | いつものこと                                         | ゆうゆ               | ゆうゆ                 | ゆうゆ             | のだこころ                                          |                                                                          |
| 2018.4 - 2018.6                                                   | 火曜日・金曜日        | けんけんぱっ                                         | ゆうゆ               | ゆうゆ                 | ゆうゆ             | のだこころ                                          |                                                                          |
| 2018.4 - 2018.6                                                   | 水曜日・木曜日        | 君の魔法                                             | 谷口國博             | タケカワユキヒデ       | 籠島裕昌           | たにぞう、稲村なおこ、スマイルキッズ                |                                                                          |
| 2018.7 - 2018.9                                                   | 月曜日                | どろんこロックンロール                               | ゆうゆ               | ゆうゆ                 | ゆうゆ             | のだこころ                                          |                                                                          |
| 2018.7 - 2018.9                                                   | 火曜日・金曜日        | またあしたね                                         | ゆうゆ               | ゆうゆ                 | ゆうゆ             | のだこころ                                          |                                                                          |
| 2018.7 - 2018.9                                                   | 水曜日・木曜日        | イェイ!イェイ!イェイ!                                | 鈴木翼               | 大友剛                 | 亀山耕一郎         | 鈴木翼                                              |                                                                          |
| 2018.10 - 2019.12 2020.7 - 2020.9                                 | 月曜日                | ヤッホー!ねこざかな                                  | PAN-ON、ha-j         | PAN-ON、ha-j           | ha-j               | ゆいまーるふぁみり（堀内まり菜）                    |                                                                          |
| 2018.10 - 2018.12                                                 | 火曜日                | ドレミファってうたえば                               | ゆうゆ               | ゆうゆ                 | ゆうゆ             | のだこころ                                          |                                                                          |
| 2018.10 - 2019.9                                                  | 水曜日                | アロハッピー                                         | PAN-ON、ha-j         | PAN-ON、ha-j           | ha-j               | ゆいまーるふぁみり（堀内まり菜・具志堅用高）        |                                                                          |
| 2018.10 - 2018.12 2019.4 - 2019.6                                 | 木曜日                | ねこざかなダンシング 〜みんなで踊れば!ハッピース!!〜 | マイクスギヤマ       | 中村博                 | 中村博             | ゆいまーるふぁみり（宮本佳那子・具志堅用高・ROLLY） | 「とべ!ねこざかな応援団」木曜日の曲としても使用                          |
| 2019.1 - 2019.3                                                   | 火曜日                | みんなみんなぴょん                                   | ゆうゆ               | ゆうゆ                 | ゆうゆ             | のだこころ                                          |                                                                          |
| 2019.1 - 2019.3 2019.7 - 2019.9                                   | 木曜日                | ねこざかな体操                                       | マイクスギヤマ       | 中村博                 | 中村博             | ゆいまーるふぁみり（宮本佳那子・具志堅用高）        | 「とべ!ねこざかな応援団」金曜日の曲としても使用                          |
| 2019.4 - 2019.6                                                   | 火曜日                | なにになっちゃおっかな                               | ゆうゆ               | ゆうゆ                 | ゆうゆ             | のだこころ                                          |                                                                          |
| 2019.7 - 2019.9                                                   | 火曜日                | ひこうきぐも                                         | ゆうゆ               | ゆうゆ                 | ゆうゆ             | のだこころ                                          |                                                                          |
| 2019.10 - 2019.12 2020.7 - 2020.9 2021.4 - 2020.6                 | 火曜日 水曜日         | 桃                                                   | 金子みすゞ           | 小杉保夫               |                    | のだこころ                                          |                                                                          |
| 2019.10 - 2019.12 2020.1 - 2020.3 2020.7 - 2020.9 2021.7 - 2021.9 | 水曜日 火曜日 水曜日  | 子供の時計                                           | 金子みすゞ           | 岩崎貴文               |                    | 堀内まり菜                                          |                                                                          |
| 2019.10 - 2019.12                                                 | 木曜日                | スキップとはなうた                                   | ゆうゆ               | ゆうゆ                 | ゆうゆ             | のだこころ                                          |                                                                          |
| 2020.1 - 2020.3 2020.10 - 2020.12                                 | 月曜日 水曜日         | 空いろの花                                           | 金子みすゞ           | 小坂明子               |                    | のだこころ                                          |                                                                          |
| 2020.1 - 2020.6 2020.10 - 2021.3                                  | 水曜日 木曜日         | せっけんWOW!                                         | ミズノゲンキ         | Kohei by SIMONSAYZ     | Kohei by SIMONSAYZ | A応P                                                |                                                                          |
| 2020.1 - 2020.3                                                   | 木曜日                | みんなだけのカタチ                                   | ゆうゆ               | ゆうゆ                 | ゆうゆ             | のだこころ                                          |                                                                          |
| 2020.1 - 2020.3 2020.10 - 2020.12                                 | 金曜日 月曜日         | 星とたんぽぽ                                         | 金子みすゞ           | 中川ひろたか           |                    | 堀内まり菜                                          |                                                                          |
| 2020.4 - 2020.6 2021.1 - 2021.3                                   | 月曜日 水曜日         | 葉っぱの赤ちゃん                                     | 金子みすゞ           | 榊原まさとし           |                    | のだこころ                                          |                                                                          |
| 2020.4 - 2020.6 2021.1 - 2021.3                                   | 火曜日・金曜日 月曜日 | 私と小鳥と鈴と                                       | 金子みすゞ           | 黒須克彦               |                    | 堀内まり菜                                          |                                                                          |
| 2020.4 - 2020.6                                                   | 木曜日                | ぱっぱっぱ                                           | ゆうゆ               | ゆうゆ                 | ゆうゆ             | のだこころ                                          |                                                                          |
| 2020.7 - 2020.9                                                   | 木曜日                | 空からこぼれたうた                                   | ゆうゆ               | ゆうゆ                 | ゆうゆ             | のだこころ                                          |                                                                          |
| 2020.10 - 2021.3 2021.4 - 2021.6                                  | 火曜日 木曜日         | ジャングルウォッシュ                                 | 出口たかし           | 出口たかし、ha-j       | ha-j               | 出口たかし                                          |                                                                          |
| 2021.4 - 2022.3                                                   | 月曜日                | みらくる☆エブリデー                                  | マイクスギヤマ       | 出口たかし、ha-j       | ha-j               | 堀内まり菜                                          |                                                                          |
| 2021.7 - 2022.3                                                   | 木曜日                | みらくる☆エブリデー                                  | マイクスギヤマ       | 出口たかし、ha-j       | ha-j               | 出口たかし                                          |                                                                          |
| 2021.4 - 2021.6                                                   | 火曜日                | Welcome to Nanoland                                  | 堀内まり菜、新津由衣 | 堀内まり菜、新津由衣   | ha-j               | 堀内まり菜                                          |                                                                          |
| 2021.7 - 2021.9                                                   | 火曜日                | Midnight Rail                                        | 堀内まり菜、新津由衣 | 堀内まり菜、新津由衣   | ha-j               | 堀内まり菜                                          |                                                                          |
| 2021.10 - 2021.12                                                 | 火曜日                | 空っぽの私                                           | 堀内まり菜、新津由衣 | 堀内まり菜、新津由衣   | 河野伸             | 堀内まり菜                                          |                                                                          |
| 2021.10 - 2022.3                                                  | 水曜日                | チェック チェック たいそう                           | 新沢としひこ         | 中川ひろたか           | 下畑薫             | 堀内まり菜・出口たかし                              |                                                                          |
| 2022.1 - 2022.3                                                   | 火曜日                | さくら色のメロディー                                 | 堀内まり菜、新津由衣 | 堀内まり菜、新津由衣   | 新津由衣、Ikoman   | 堀内まり菜                                          |                                                                          |

## 総合スタッフ
- 原案 - フレーベル館
- 企画 - 寺内勇美、八田紳作
- スーパーバイザー - 松元理人（以前はチーフプロデューサー）
- チーフプロデューサー - 板橋秀徳（以前はプロデューサー）
- プロデューサー - 坂井大悟（以前はアソシエイトプロデューサー）、杉浦綾香→大野亮介
- アソシエイトプロデューサー - 熊田和生、坂本直紀、渡瀬昌太、小島健
- 音楽協力 - 日本コロムビア、テレビ東京ミュージック
- 番組担当 - 山内未來→梅津智史（テレビ東京）
- 番組宣伝 - 西野友貴→結城慶→大江繭子（テレビ東京）
- 宣伝 - 丸屋杏子→柳沢秀和
- ビデオ編集 - キューテック、今西果絵、水井勇輝、佐藤佑美、片山史世
- 製作協力 - スタジオコメット
- 映像制作 - テレビ東京メディアネット
- 製作 - きんだーてれびプロジェクト